# Pont de Matinkartano
Le pont de Matinkartano (finnois : Matinkartanonsilta) est un pont de circulation douce du quartier de Matinkylä à Espoo en Finlande.

## Présentation
Matinkartanonsilta est un pont de circulation douce enjambant Matinkartanontie et le rond-point de Matinkylä.
Parmi les usagers du pont figurent les élèves du centre scolaire Mattliden et les usagers du parc sportif voisin. 
Le pont a été construit dans le cadre d'un projet de construction plus vaste dans la zone, Bien qu'il ne fasse pas partie du plan d'origine, la ville d'Espoo a décidé de construire le pont pour améliorer la sécurité routière car il s'agit d'un trajet essentiel pour les écoliers de la zone au-dessus d'une intersection très fréquentée..
Les travaux de construction ont débuté à l'été 2017 et le pont a été ouvert à la circulation au début de l'été 2018.
Comme le pont a été construit dans un espace plutôt restreint, l'un des piliers du pont a été placé au milieu du rond-point. Grâce à cette idée, les dimensions de la plus longue portée du pont ont pu être maintenues raisonnables et l'épaisseur structurelle modérée.
L'édifice  est un pont à poutres continues en béton précontraint dont la longueur totale est de 162,5 m et sa largeur est de 5 m (largeur utile 4 m). La conception de la section transversale du tablier du pont met l'accent sur l'adaptation simplifiée du pont au paysage. Les piliers, de section ronde, se rétrécissent vers le bas et les descentes pluviales sont intégrées à l'intérieur. 
Le concepteur principal du pont a été Petri Kela de A-Insinöörit Oy et l'entrepreneur général est GRK Infra Oy. 

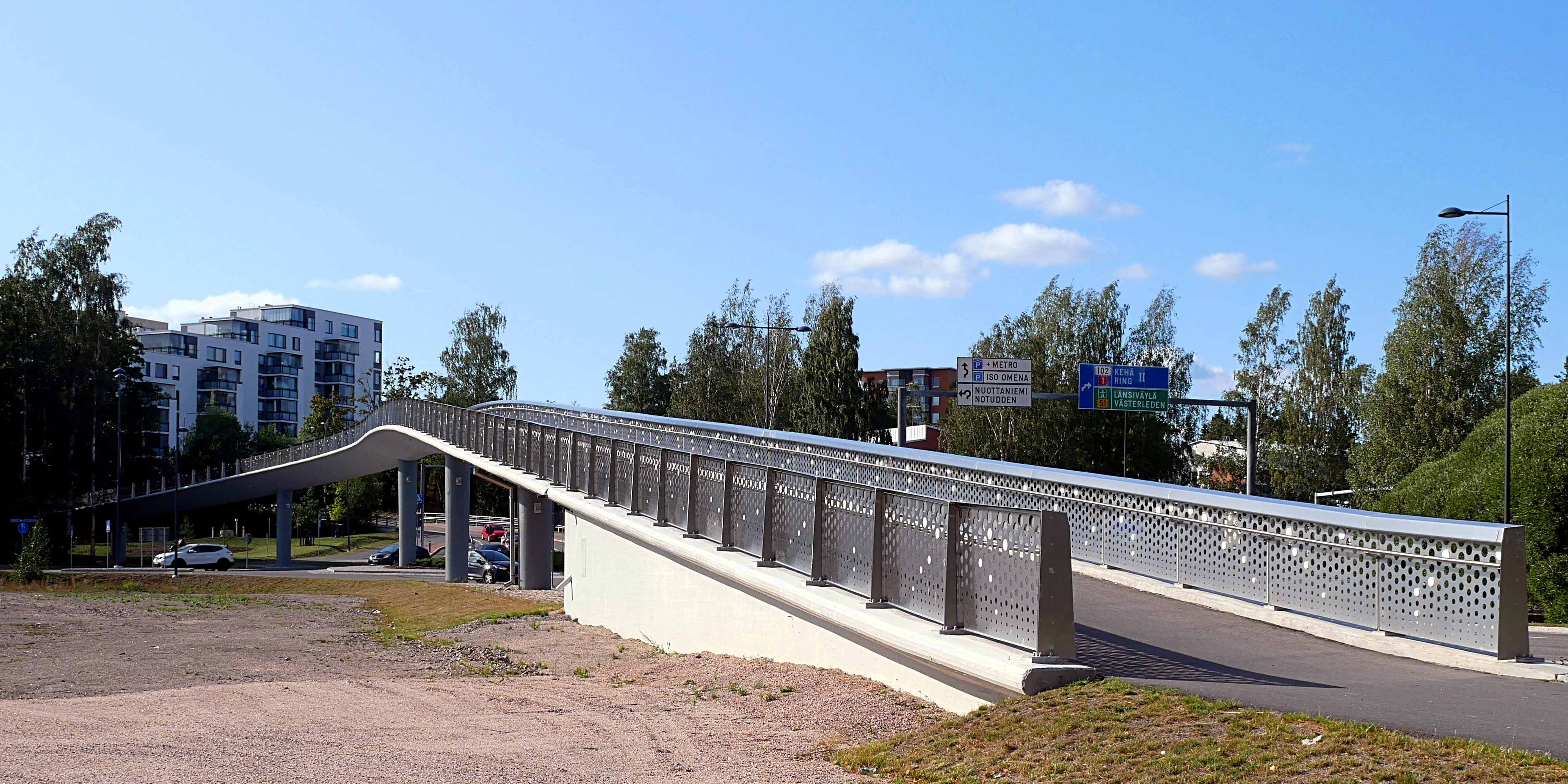
Matinkartanonsilta.

## Prix du pont de l'année 2019
Le pont a été élu pont de l'année 2019 en Finlande par l'association finlandaise des ingénieurs en génie civil (RIL).
De plus, une mention honorable a été décernée à l'architecte designer Aihio Arkkitehdit et l'entrepreneur GRK Infra Oy.
« Nous avons reçu un total de sept propositions de haute qualité, mais très différentes, pour le concours. Parmi les candidats, le pont Matinkartanon a été considéré comme le meilleur et le plus représentatif de l'expertise finlandaise en matière de conception et de construction de ponts haut de gamme et de haute qualité requise par les règles du concours » a déclaré Timo Tirkkonen, président du jury du concours,.
Dans son évaluation, le jury du concours a conclu que le pont apporte une valeur ajoutée à l'environnement bâti avec une bonne conception et une bonne finition. L'esthétique du pont, en particulier la forme sculpturale du tablier et l'éclairage spectaculaire, ont valu les remerciements du jury. La balustrade avec ses matériaux se trouve également magnifiquement sur le pont et donne à l'ensemble une impression de légèreté,.